# Хэнк Манн
Хэнк Манн (англ. Hank Mann, настоящее имя Дэвид Уильям Либерман (David William Lieberman); 28 мая 1887 — 25 ноября 1971) — американский актёр, сценарист и кинорежиссёр.

## Биография
Родился в Кублищине, Витебская губерния, Российская империя (ныне Миорский район), но эмигрировал в Нью-Йорк с родителями в 1891 году. Другие источники указывают, что он родился 28 мая 1887 года в Нью-Йорке, США. Манн был одним из первых комедийных актёров немого кино. Работал с Маком Сеннетом и Чарли Чаплином, вместе с которым снялся в фильмах «Огни большого города» (1931), «Новые времена» (1936) и «Великий диктатор» (1940). С появлением звукового кино он продолжал сниматься в фильмах различных жанров, а к концу своей карьеры снимался в основном на телевидении. Умер в Южной Пасадине в 1971 году и был похоронен на кладбище Hollywood Forever. Его вклад в киноиндустрию США отмечен звездой на голливудской «Аллее славы».

## Избранная фильмография
| Год  |     | Русское название                | Оригинальное название           | Роль                                      |
| ---- | --- | ------------------------------- | ------------------------------- | ----------------------------------------- |
| 1914 | кор | Джонни в кино                   | A Film Johnnie                  | парень в рабочем комбинезоне              |
| 1914 | кор | Танго-путаница                  | Tango Tangles                   | гость в рабочем комбинезоне               |
| 1914 | кор | Его любимое времяпрепровождение | His Favorite Pastime            | муж женщины                               |
| 1914 | кор | Настигнутый в кабаре            | Caught In A Cabaret             | танцор с повязкой на глазу                |
| 1914 | кор | Нокаут                          | The Knockout                    | бродяга с повязкой на глазу / полицейский |
| 1914 | кор | Семейная жизнь Мейбл            | Mabel’s Married Life            | задира в баре                             |
| 1914 | кор | Лицо на полу бара               | The Face on the Bar Room Floor  | выпивающий                                |
| 1914 | кор | Прерванный роман Тилли          | Tillie’s Punctured Romance      | полицейский / официант в кинотеатре       |
| 1923 | ф   | Голливуд                        | Hollywood                       | в роли самого себя                        |
| 1931 | ф   | Огни большого города            | City Lights                     | боксёр                                    |
| 1936 | ф   | Новые времена                   | Modern Times                    | грабитель                                 |
| 1940 | ф   | Великий диктатор                | The Great Dictator              | штурмовик                                 |
| 1950 | ф   | Когда Вилли возвращался домой   | When Willie Comes Marching Home | американский легионер на танцах           |